# Akira Yoshino
Akira Yoshino (în japoneză 吉野 彰; n. 30 ianuarie 1948, Suita, Japonia) este un chimist japonez, membru al Asahi Kasei Corporation și profesor la Meijo University.  A fost distins cu Premiul Nobel pentru Chimie (2019), împreună cu John B. Goodenough și M. Stanley Whittingham, „pentru dezvoltarea acumulatorului litiu-ion”.